# MPEG LA
MPEG LA是一家位於科羅拉多州丹佛市，從事專利授權的有限公司，主要從事標準專利池的授權。
其擁有了不少重要的多媒體標準專利，包含了如MPEG-2、MPEG-4 Visual （Part 2）、IEEE 1394、VC-1、ATSC、MVC、MPEG2-TS、AVC/H.264以及HEVC等等。MPEG LA也提供了無線網狀網路技術的專利授權。
MPEG LA與MPEG組織（Moving Picture Experts Group）並無直接的關聯。

## 歷史
MPEG LA是在收到美國司法部企業審查信函（Business Review Letter）後，與1997年7月開始營運。在MPEG-2標準制定的期間，一群參與制定的公司了解到MPEG-2標準要被採用的最大困難，來自於基礎專利是被許多專利擁有者所持有。最終八個MPEG-2專利的擁有者 -- 富士通、松下電器、索尼、三菱集團、Scientific Atlanta、哥倫比亞大學、飛利浦以及通用儀器 -- 再加上CableLabs和一些個體戶，一同成立了MPEG LA並接著創立了第一個現行的專利池解決方案。
在2012年6月，MPEG LA發表了High Efficiency Video Coding（HEVC）標準的基礎專利需求。

## H.264/MPEG-4 AVC專利權人
以下組織在H.264/AVC專利池中擁有一個以上的標準。
- 蘋果公司
- B1 Institute of Image Technology, INC.
- 小米集团
- 美国有线电视实验室
- 思科系統 Canada Co.
- 思科技術公司
- 杜比国际公司
- 杜比實驗室 Licensing Corporation
- 韓國電子通信研究院
- 法國電信, société anonyme
- 弗勞恩霍夫應用研究促進協會
- 富士通
- GE 视频压缩有限公司
- Godo Kaisha IP Bridge1
- 谷歌
- 惠普
- 日立製作所
- JVC建伍株式會社
- 飛利浦 N.V.
- 韩国科学技术院
- LG電子
- 博通有限 (前安华高科技，前LSI公司)
- 麦克赛尔
- 微軟公司
- 三菱電機
- 日本电气
- NEWRACOM Inc.
- NTT docomo
- 日本電信電話
- Orange
- 松下電器
- Polycom
- 勞勃·博世公司
- 三星電子
- 夏普
- 西門子公司
- 索尼公司
- Tagivan LLC
- 愛立信
- The Trustees of Columbia University in the City of New York
- 東芝
- Vestel
- Vidyo
- 中興通訊

## VC-1專利權人
以下組織在VC-1專利池中擁有一個以上的標準。
- 杜比實驗室 Licensing Corporation
- 法國電信, société anonyme
- 富士通
- JVC建伍株式會社
- 飛利浦
- LG電子
- 微軟公司
- 三菱電機
- 日本電信電話
- 松下電器
- 泛泰
- 三星電子
- 夏普
- 西門子公司
- 索尼公司
- Telenor
- 東芝
- 中興通訊

## 外部連結
- MPEG LA corporate website（页面存档备份，存于）
- New MPEG LA MPEG-2 License Agreement Offers Extended Coverage at Reduced Royalty Rates（Press Release on businesswire.com）（页面存档备份，存于）